# 1551年
| 千纪： | 2千纪 |
| 世纪： | 15世纪 \| 16世纪 \| 17世纪                                                                                 |
| 年代： | 1520年代 \| 1530年代 \| 1540年代 \| 1550年代 \| 1560年代 \| 1570年代 \| 1580年代                           |
| 年份： | 1546年 \| 1547年 \| 1548年 \| 1549年 \| 1550年 \| 1551年 \| 1552年 \| 1553年 \| 1554年 \| 1555年 \| 1556年 |
| 纪年： | 辛亥年（猪年）；明嘉靖三十年；越南莫朝景曆四年，后黎朝順平三年；日本天文二十年                             |

## 大事记
- 明朝被迫開放宣府、大同等地與蒙古進行馬匹交易。不久，明朝單方關閉馬市，雙方再次開戰。
- 大內義隆被家臣陶晴賢所滅，被迫於長門的大寧寺自殺（大寧寺之變）(1551年9月28日)，陶晴賢從大友家接來做義隆養子的大友晴英（即大內義長）接任家督，日明勘合貿易斷絕。
- 長尾景虎在坂戶城之戰成功降伏長尾政景，統一越後國。
- 北條氏康迫使上杉憲政逃離居城平井城，流亡常陸、越後等國。

能登畠山氏第8代當主畠山義續為前年發生的能登天文之內亂負上責任而隱居，於是把家督之位讓予畠山義綱。
- 方濟·沙勿略離開日本，前往中國。
- 哨船頭開台福德宮創立。
- 勃印曩打敗自己的弟弟東吁王明康，成為東吁王朝第三位國王。
- 義大利戰爭再度爆發並持續到1559年，是1494年年以來延續半世紀戰爭的最後階段。
- 的黎波里被鄂圖曼帝國的海盜德拉古特攻佔。

## 逝世
- 5月17日——申師任堂，朝鮮國中期的女性書畫家、作家、儒學者和詩人。儒學者李栗谷的母親。
- 8月20日——相良武任，日本戰國時期的武將，大內氏家臣。
- 9月30日——大內義隆，日本戰國時期的大名，大內義興的嫡長男。